# Gunter Dimt
Gunter Dimt (* 24. April 1941 in Wien) ist ein österreichischer Kunsthistoriker, Volkskundler und Museumsleiter.

## Leben
Gunter Dimt studierte 1961 bis 1965 Architektur an der TU Wien, das er nicht abschloss, und war als Bautechniker in Niederösterreich und Linz tätig. 1968 bis 1975 studierte er Kunstgeschichte an der Universität Wien und schrieb seine Dissertation zum Thema Bauernhäuser in Waidhofen an der Ybbs.
1975 trat er in den wissenschaftlichen Dienst des Landes Oberösterreich ein und war 1979 bis 1991 Leiter der Volkskundeabteilung des Oberösterreichischen Landesmuseums. Nach dem Abgang von Wilfried Seipel war Dimt von 1991 bis 2000 Direktor der Oberösterreichischen Landesmuseen. Er verfasste – auch nach seiner Pensionierung im Jahr 2000 – zahlreiche Bücher, Ausstellungskataloge und wissenschaftliche Beiträge.
Dimt ist Mitbegründer des Eggerhauses in Altmünster und wurde mit der Goldenen Verdienstmedaille der Marktgemeinde Altmünster ausgezeichnet.

## Publikationen (Auswahl)
- Gunter Dimt: Die Bauernhaus- und Hofformen im Politischen Bezirk Waidhofen an der Ybbs in Niederösterreich. Dissertation, Wien.
- Die Vierkanthöfe im Gallneukirchner Becken – Evolution, Innovation? In: Jahrbuch des Oberösterreichischen Musealvereines. Band 129a, Linz 1984, S. 211–234 (zobodat.at [PDF]).
- Gunter Dimt: Bemalte Möbel aus der Traunsee-Region. Linz 2015.